# Lepkeszárny-terítőjű kráter
A lepkeszárny-terítőjű kráter egy ferdeszögű becsapódás által létrehozott felszíni forma egy égitest szilárd felszínén.
Lepkeszárny alakú törmelékterítők a Marson és Holdon is találhatók. A laposszögű becsapódások ezen típusában a kráter maga normális kerekded is lehet, de találtak elnyúlt alakú krátereket is. Ilyenkor a törmeléktakaró is aszimmetrikus, esetenként lepkeszárny alakú. A folyamatot még kevéssé értjük, ezért találkozhatunk azzal az ellentmondással, hogy a laborkísérletekben a laposszögű becsapódás előrefelé veti ki a törmeléket, míg a gyakorlatban a lepkeszárnyak oldalt helyezkednek el. A Vénuszon található, lepkeszárnyhoz hasonló törmelékterítők feltételezések szerint a légkör közreműködésével keletkezhettek.